# Aretha Now
Albums de Aretha Franklin
Lady Soul
(1968) Aretha in Paris
(1968)
Aretha Now est le quinzième album studio par la chanteuse américaine Aretha Franklin, publié le 14 juin 1968 par Atlantic Records. L'album est certifié or. Il a atteint la cinquième place des charts américains. Dans les années 1990, cet enregistrement a été réédité sur cd-rom par le biais de Rhino Records.

## Liste des titres
| 1.    | Think                          | Aretha Franklin, Teddy White                     | 2:19 |
| 2.    | I Say a Little Prayer          | Burt Bacharach, Hal David                        | 3:36 |
| 3.    | See Saw                        | Steve Cropper, Don Covay                         | 2:46 |
| 4.    | Night Time Is the Right Time   | Lew Herman                                       | 4:50 |
| 5.    | You Send Me                    | Sam Cooke                                        | 2:29 |
| 6.    | You're a Sweet Sweet Man       | Ronnie Shannon                                   | 2:19 |
| 7.    | I Take What I Want             | Isaac Hayes, Mabon "Teenie" Hodges, David Porter | 2:33 |
| 8.    | Hello Sunshine                 | Jimmy Cliff, King Curtis, Ronald Dean Miller     | 3:03 |
| 9.    | A Change                       | Dorian Burton, Clyde Otis                        | 2:27 |
| 10.   | I Can't See Myself Leaving You | Ronnie Shannon                                   | 3:01 |
| 29:30 |                                |                                                  |      |

## Musiciens
- Aretha Franklin : chant (tous), piano (1 à 5, 7, 10)
- Spooner Oldham : orgue (1, 5), piano électrique (3, 6, 7, 10), piano (8)
- Tommy Cogbill : guitare (1-3, 10), basse (6, 8, 9)
- Jimmy Johnson : guitare (1, 3, 5, 6, 8, 9, 10)
- Bobby Womack : guitare (6, 8, 9)
- Jerry Jemmott : basse (1 à 5, 7, 10)
- Roger Hawkins : batterie (tous)
- The Sweet Inspirations : chœurs (tous)
- Carolyn Franklin : chœurs (6, 8, 9)
- Cuivres :
  - Wayne Jackson : trompette
  - Charlie Chalmers : saxophone ténor
  - Andrew Love : saxophone ténor
  - Floyd Newman : saxophone baryton
  - Willie Bridges : saxophone baryton (1, 3-5, 7, 10)
  - Bernie Glow : trompette
  - Melvin Lastie : trompette
  - Joe Newman : trompette
  - Tony Studd : trombone basse
  - King Curtis : saxophone ténor
  - Seldon Powell : saxophone ténor
  - Frank Wess : saxophone ténor, flûte
  - Haywood Henry : saxophone baryton (6, 8)
- Arrangements par Tom Dowd et Arif Mardin
- Robert Honablue : ingénieur

## Charts
Billboard Music Charts (Amérique du Nord)
| Chart (1968)   | Position |
| -------------- | -------- |
| Pop Albums     | 3        |
| R&B Albums     | 1        |
| Albums De Jazz | 9        |